# Pietro Guido II Torelli
Pour les articles homonymes, voir Torelli.
Pietro Guido Torelli (né à Guastalla et mort à Milan en 1494) fut comte de Guastalla.

## Biographie
Fils ainé de Francesco Maria, comte de Guastalla et de Ludovica Sanseverino, il succède à son père après sa mort en 1484.
Pietro Guido règne peu d'année. L'investiture officielle est encore largement tributaire du duc de Milan, qui contrôle les actions du petit comté. La régence étant confiée à la mère, il se rend à Milan pour résoudre certains problèmes d'argent concernant le paiement des taxes du proche comté de Montechiarugolo qui est administré par une branche collatérale des Torelli de Guastalla.
Pietro Guido meurt à Milan en 1494, laissant son titre aux mains de son frère Achille.

## Sources
- (it) Cet article est partiellement ou en totalité issu de l’article de Wikipédia en italien intitulé « Pietro Guido II  Torelli » (voir la liste des auteurs).
- L'art de vérifier les dates des faits historiques 1819 p343